# Clinton Adams
Pour les articles homonymes, voir Adams.
Clinton Adams (Glendale, 1918 — Albuquerque, 2002) est un artiste peintre, graveur et historien de l'art américain. Il est connu pour sa contribution au développement de la lithographie aux États-Unis, notamment au travers du Tamarind Institute.

## Biographie
Clinton Adams naît à Glendale, en Californie, le 11 décembre 1918.
Il étudie l'art à l'Université de Californie à Los Angeles (UCLA), dont il obtient un Master of Arts en 1942.
Il est ensuite mobilisé par l'armée de l'air américaine pour servir pendant la Seconde Guerre mondiale. À son retour en 1946, il devient enseignant à l'UCLA jusqu'en 1954 et commence à étudier la lithographie. C'est ainsi qu'il rencontre June Wayne à l'atelier de Lynton Richards Kistler à Los Angeles.
Dans les années 1950, il quitte Los Angeles pour prendre en charge le département de l'Université du Kentucky à Lexington puis à l'Université de Floride à Gainesville.
En 1960, June Wayne crée, avec le soutien de la fondation Ford, le Tamarind Lithography Workshop, une organisation à but non lucratif dans le but de revitaliser la technique de la lithographie aux États-Unis,,,,. Elle en prend la direction, soutenue par Clinton Adams dans le rôle de directeur associé et Garo Antreasian dans le rôle de maître imprimeur et directeur technique.
De 1961 à 1976, il est le doyen de la faculté des beaux-arts de l'université du Nouveau-Mexique. L'atelier de lithographie rejoint d'ailleurs l'université en 1970 et devient le Tamarind Institute. Clinton Adams en est le directeur jusqu'à sa retraite en 1985,,. Il s'implique beaucoup dans l'université comme professeur et administrateur tout en continuant ses recherches sur les débuts de la lithographie américaine. Il écrit plusieurs ouvrages sur le sujet, notamment The Tamarind Book of Lithography: Art and Techniques (Harry N. Abrams, 1971, coécrit avec Garo Antreasian), considéré pendant longtemps comme un ouvrage de référence. Parmi ses autres écrits figure American Lithographers (1987), une histoire de cet art aux États-Unis de 1900 à 1960. Il lance et dirige aussi une revue annuelle, Tamarind Papers, qui rassemble notamment ses articles techniques sur la lithographie.
En 1985, Adams reçoit le prix du gouverneur pour ses « contributions exceptionnelles aux arts du Nouveau-Mexique » et, en 1992, il devient membre de l'Académie américaine des beaux-arts.
Clinton Adams meurt dans son domicile d'Albuquerque le 13 mai 2002 d'un cancer du foie,.

## Œuvre
Clinton Adams est actif comme peintre et graveur, son œuvre mélangeant la représentation traditionnelle et l'abstraction moderniste. Dans son œuvre lithographié, ses estampes sont souvent « composées de formes géométriques émergeant de fonds ambigus ». Adams explore aussi plusieurs techniques en tant que peintre, notamment l'huile, l'acrylique, l'aquarelle et la tempera à l'œuf,.
Ses œuvres sont conservées dans de nombreuses institutions muséales, notamment à l'Art Institute of Chicago, au Brooklyn Museum of Art, le Museum of Modern Art de New York, le musée des Beaux-Arts de Boston, le musée d'Art de Dallas, au Fogg Art Museum (Harvard), au musée d'Art contemporain de San Diego ainsi qu'à la Galerie nationale d'Australie de Canberra, au Victoria and Albert Museum de Londres et à la Bibliothèque nationale de France, à Paris,.